# Gare de Rieux - Angicourt
La gare de Rieux - Angicourt est une gare ferroviaire française de la ligne de Creil à Jeumont, située sur le territoire de la commune de Rieux, à proximité d'Angicourt, dans le département de l'Oise, en région Hauts-de-France.
C'est une gare de la Société nationale des chemins de fer français (SNCF) desservie par des trains TER Hauts-de-France.

## Situation ferroviaire
Établie à 31 m d'altitude, la gare de Rieux - Angicourt est située au point kilométrique (PK) 55,649 de la ligne de Creil à Jeumont, entre les gares ouvertes de Villers-Saint-Paul et de Pont-Sainte-Maxence.

## Histoire

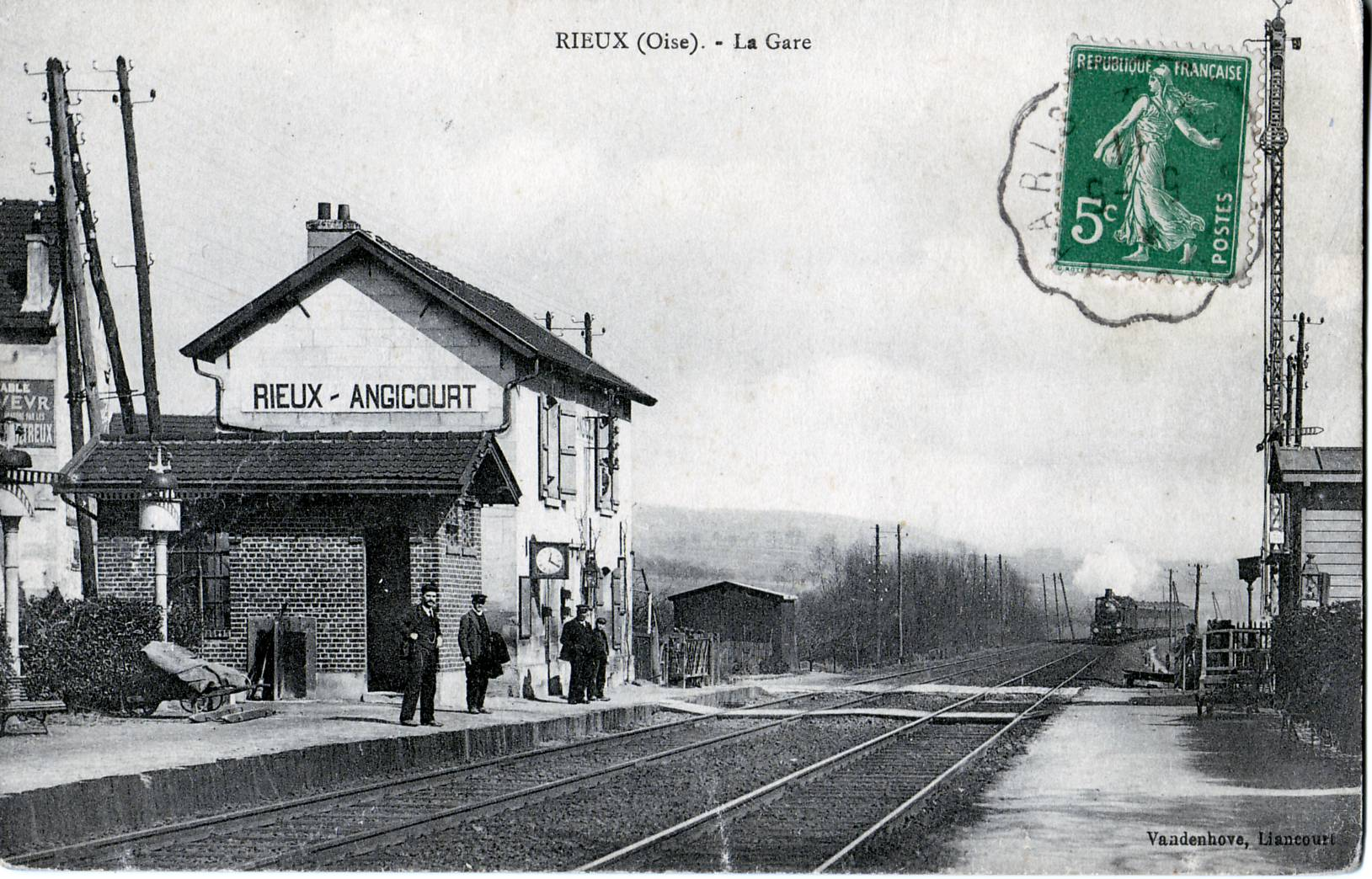
La gare vers 1900.

En 2008, les quais de la gare ont été déplacés à l'est du passage à niveau, une passerelle au-dessus des voies a été construit, un parc relais a été aménagé, et le bâtiment-voyageurs a été rénové. L'accès routier à la gare a été modifié en même temps, ces travaux s'inscrivant dans la construction d'un échangeur routier à deux giratoires sur la RD 200, à proximité immédiate. Depuis le village de Rieux, les piétons peuvent atteindre la gare par un tunnel passant par-dessous la RD 200.

## Service des voyageurs

### Accueil
Gare SNCF, elle dispose d'un bâtiment voyageurs, avec guichet, ouvert du lundi au vendredi et fermé les samedis, dimanches et jours fériés.
Une passerelle permet la traversée des voies et le passage d'un quai à l'autre. Alternativement, un passage à niveau permet également de franchir les voies, la gare étant accessible des deux côtés de la voie ferrée.

### Desserte
Rieux - Angicourt desservie par des trains TER Hauts-de-France qui effectuent des missions entre les gares de Paris-Nord et de Compiègne. En 2009, la fréquentation de la gare était de 654 voyageurs par jour.

### Intermodalité
Des parcs de stationnement pour les vélos et les véhicules y sont aménagés .